# Eligio Echagüe
Eligio Silvestre Echagüe Delgado (Concepción, 1938. december 31. – 2009. december 6.) paraguayi labdarúgóhátvéd.
A paraguayi válogatott tagjaként részt vett az 1958-as labdarúgó-világbajnokságon.